# Giải César cho kịch bản chuyển thể hay nhất
Giải César cho kịch bản chuyển thể hay nhất là một giải César dành cho kịch bản phim được bầu chọn là hay nhất. Từ khi thành lập, giải mang tên Giải César cho kịch bản gốc hoặc chuyển thể, nhưng các năm 1983, 1984 và 1985, giải được chia thành hai loại: "kịch bản gốc" và "kịch bản chuyển thể". Sau đó từ năm 1986 lại nhập thành một thể loại. Cuối cùng, từ năm 2006, lại tách riêng thành 2 thể loại: kịch bản gốc và kịch bản chuyển thể.
Dưới đây là danh sách các kịch bản chuyển thể đoạt giải và kịch bản được đề nghị, từ năm 2006:
- 2006: Jacques Audiard & Tonino Benacquista, phim De battre mon cœur s'est arrêté, chuyển thể theo Mélodie pour un tueur (1978) của James Toback
  - Gilles Taurand, phim Le Promeneur du Champ-de-Mars
  - Costa-Gavras & Jean-Claude Grumberg, phim Le Couperet
  - Anne Fontaine, phim Entre ses mains
  - Patrice Chéreau, phim Gabrielle
- 2007: Pascale Ferran & Roger Bohbot, phim Lady Chatterley, theo tiểu thuyết L'Amant de Lady Chatterley (1928) của D.H Lawrence
  - Serge Hazanavicius & Jean-François Halin, phim OSS 117: Le Caire, nid d'espions
  - Olivier Adam & Philippe Lioret, phim Je vais bien, ne t'en fais pas
  - Philippe Lefebvre & Guillaume Canet, phim Ne le dis à personne
  - Jean-Michel Ribes, phim Cœurs
- 2008: Marjane Satrapi & Vincent Paronnaud, phim Persépolis, chuyển thể theo albums của Marjane Satrapi: Persépolis.
  - Claude Berri, phim Ensemble, c'est tout
  - Ronald Harwood, phim Le Scaphandre et le Papillon
  - Natalie Carter & Claude Miller, phim Un secret
  - Christine Carrière, phim Darling
- 2009: Laurent Cantet, François Bégaudeau & Robin Campillo, phim Entre les murs
  - Éric Assous, François d'Epenoux & Jean Becker, phim Deux jours à tuer
  - Clémence de Biéville, François Cavaglioli & Nathalie Lafaurie, phim Le crime est notre affaire
  - Abdel Raouf Dafri & Jean-François Richet, phim Mesrine: L'Intinct de mort & Mesrine: L'Ennemi public n° 1
  - Christophe Honoré & Gilles Taurand, phim La Belle Personne